# Bernhard M. Jacobsen

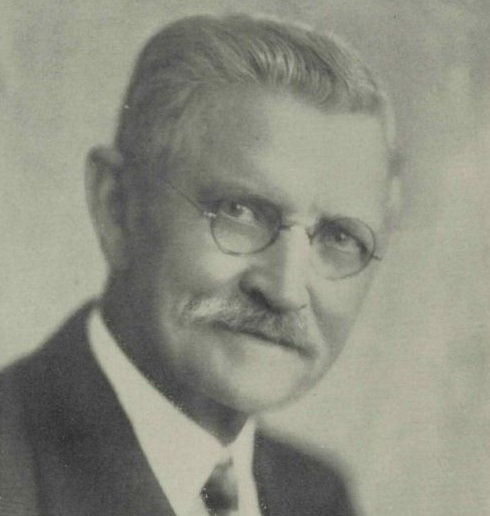
Bernhard M. Jacobsen

Bernhard Martin Jacobsen (* 26. März 1862 in Tønder, Schleswig; † 30. Juni 1936 in Rochester, Minnesota) war ein US-amerikanischer Politiker. Zwischen 1931 und 1936 vertrat er den Bundesstaat Iowa im US-Repräsentantenhaus.

## Werdegang
Bernhard Jacobsen wurde in Tønder geboren, das zum Zeitpunkt seiner Geburt zu Dänemark gehörte, kurz darauf aber an Preußen fiel. Er besuchte die öffentlichen Schulen seiner Heimat und wanderte im Jahr 1876 mit seinen Eltern in die Vereinigten Staaten aus. Die Familie ließ sich in Clinton (Iowa) nieder. Dort arbeitete Jacobsen bis 1886 in einem Kurzwarenladen. Danach machte er sich im Handel selbständig. Zwischen 1914 und 1923 war er Posthalter in Clinton. Seit 1927 war er auf dem Finanzsektor tätig.
Politisch war Jacobsen Mitglied der Demokratischen Partei. Bei den Kongresswahlen des Jahres 1930 wurde er im zweiten Wahlbezirk von Iowa in das US-Repräsentantenhaus in Washington gewählt, wo er am 4. März 1931 die Nachfolge des Republikaners F. Dickinson Letts antrat. Nach zwei Wiederwahlen konnte er bis zu seinem Tod am 30. Juni 1936 im Kongress verbleiben. In dieser Zeit wurden dort viele der New-Deal-Gesetze verabschiedet. Außerdem wurden 1933 sowohl der 20. als auch der 21. Verfassungszusatz verabschiedet. Darin wurden die Amtszeiten des Präsidenten und des Kongresses neu geregelt sowie das Prohibitionsgesetz aufgehoben.
Zum Zeitpunkt seines Todes war Bernhard Jacobsen bereits von seiner Partei für die nächste Wahl nominiert worden. Sein Sohn William wurde dann zu seinem direkten Nachfolger im Kongress gewählt.